# 東御市立図書館
東御市立図書館（とうみしりつとしょかん）は、長野県東御市の市立図書館（公共図書館）。

## 沿革
- 1982年（昭和57年）4月29日 - 東部町立図書館が開館する（蔵書数約15,000冊）。
- 2004年（平成16年）4月1日 - 合併により、東御市立図書館に改称する。
- 2012年（平成24年）11月1日 - 改築した東御市役所に移転・併設。

## 概要

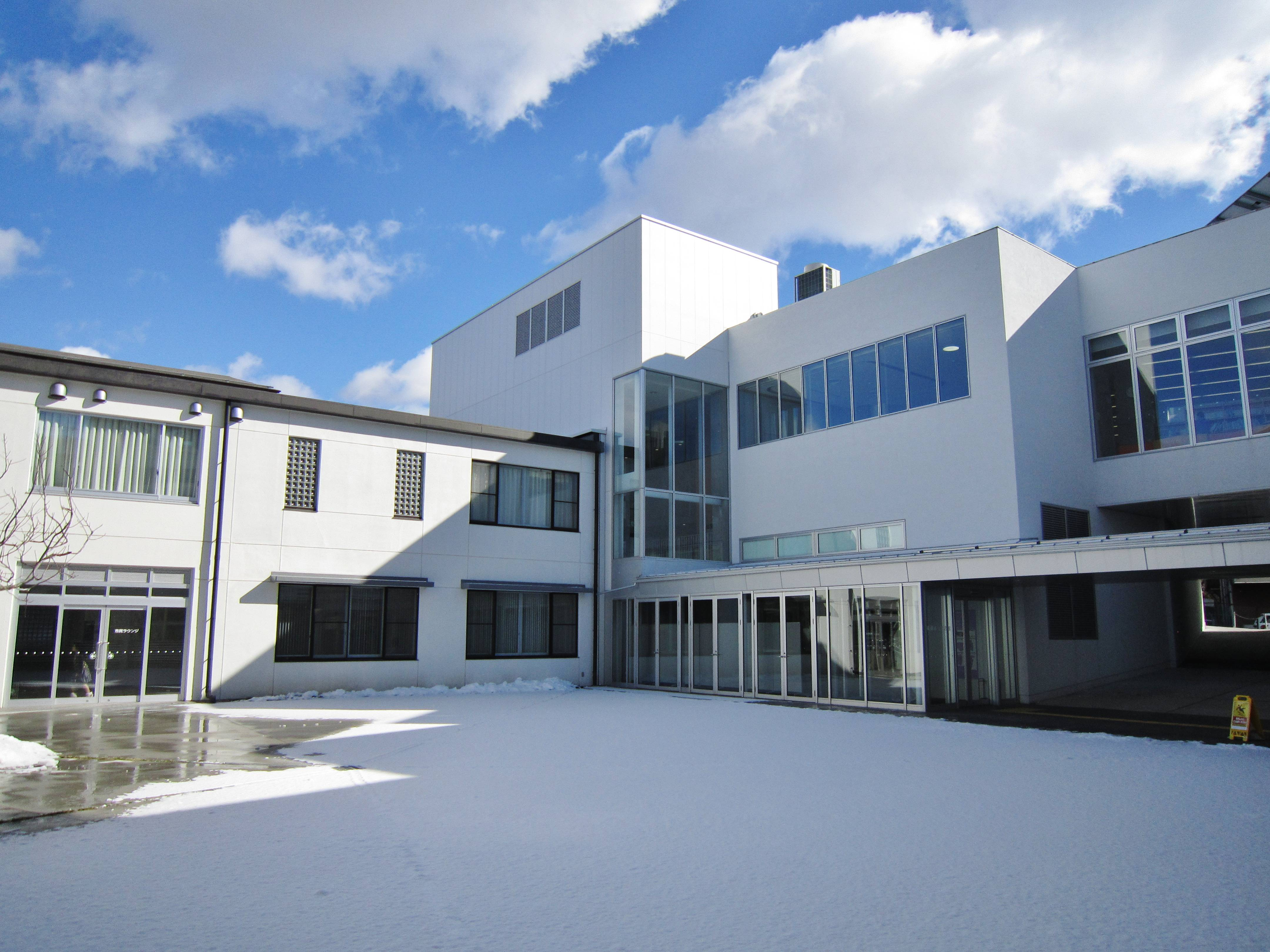
中庭

平成19年で約11万2千冊の蔵書を備えている。1台の移動図書館「しらかば号」も備え、定期的に市内を巡回している。
資料は、無料で自由に閲覧・視聴できる。また一部の資料を除き、上田地域図書館情報ネットワーク（エコール）に加盟している周辺5市町村の図書館等の資料を借りる、返却することもできる。
資料を借りるには図書館カードが必要であり、カードがあれば一部の資料を除きエコール加盟の図書館で1人10点まで3週間借りることができる。

### 建物構造
- 所在地 - 〒389-0517 長野県東御市県282番地2
- 構造 - 鉄骨鉄筋コンクリート構造、地上3階建て
- 延床面積 - 2000m2

### 開館時間
- 平日：午前9時30分 - 午後6時30分
- 土日・祝日：午前9時00分 - 午後5時00分

#### 休館日
毎週月曜日、毎月最終金曜日、特別整理日、年末年始（12月28日から1月4日まで）

## 交通
- しなの鉄道線田中駅より徒歩約7分
- 上信越自動車道東部湯の丸ICより約3キロメートル

## 周辺
- 東御市役所
- 長野県東御清翔高等学校
- 東御市中央公民館
- 田中商店街